# Winter X Games XXVII
Navigation
Édition précédente Édition suivante
Les Winter X Games XXVI (en français : 27e édition des Jeux extrêmes hivernaux) est une compétition sportive annuelle de ski et de snowboard freestyle des X Games, qui se déroule du 27 au 30 janvier 2023 à Aspen, dans l'État du Colorado, aux États-Unis.
Cette édition marque le retour du Slalom Parallèle olympique spécial unifié , : les équipes sont composées d'un athlète valide et d'un athlète des Jeux olympiques spéciaux pour un total de douze équipes de deux personnes concourant en snowboard et en ski. 

## Palmarès

### Ski
| Épreuves                                  | Or                         | Argent                             | Bronze                 |
| ----------------------------------------- | -------------------------- | ---------------------------------- | ---------------------- |
| Hommes — Big Air                          | Mac Forehand               | Teal Harle                         | Birk Ruud              |
| Hommes — Slopestyle                       | Colby Stevenson            | Mac Forehand                       | Ferdinand Dahl         |
| Hommes — Super Pipe                       | David Wise                 | Birk Irving                        | Jon Sallinen           |
| Femmes — Big Air                          | Megan Oldham               | Tess Ledeux                        | Kirsty Muir            |
| Femmes — Slopestyle                       | Megan Oldham               | Mathilde Gremaud                   | Kirsty Muir            |
| Femmes — Super Pipe                       | Zoe Atkin                  | Rachael Karker                     | Svea Irving            |
| Knuckle Huck                              | Jesper Tjäder              | Matěj Švancer                      | Colby Stevenson        |
| Slalom Parallèle Olympique spécial Unifié | Daina Shilts Mons Røisland | Catherine Darrow Elizabeth Hosking | Henry Meece Chris Klug |

### Snowboard
| Épreuves                                  | Or                             | Argent                      | Bronze                   |
| ----------------------------------------- | ------------------------------ | --------------------------- | ------------------------ |
| Hommes — Big Air                          | Marcus Kleveland               | Takeru Otsuka               | Su Yiming                |
| Hommes — Slopestyle                       | Mark McMorris                  | Marcus Kleveland            | Mons Røisland            |
| Hommes — Super Pipe                       | Scotty James                   | Jan Scherrer                | Valentino Guseli         |
| Femmes — Big Air                          | Reira Iwabuchi                 | Zoi Sadowski-Synnott        | Laurie Blouin            |
| Femmes — Slopestyle                       | Zoi Sadowski-Synnott           | Tess Coady                  | Kokomo Murase            |
| Femmes — Super Pipe                       | Choi Ga-on                     | Maddie Mastro               | Cai Xuetong              |
| Knuckle Huck                              | Marcus Kleveland               | Halldór Helgason            | Dusty Henricksen         |
| Slalom Parallèle Olympique spécial Unifié | Haldan Pranger Hanna Faulhaber | Luca Vergnano Nico Porteous | Tanner Jadwin David Wise |

## Tableau des médailles
| Rang               | Nation             | Or | Argent | Bronze | Total |
| ------------------ | ------------------ | -- | ------ | ------ | ----- |
| 1                  | États-Unis         | 3  | 3      | 3      | 9     |
| 2                  | Canada             | 3  | 2      | 1      | 6     |
| 3                  | Norvège            | 2  | 1      | 3      | 6     |
| 4                  | Australie          | 1  | 1      | 1      | 3     |
| 4                  | Japon              | 1  | 1      | 1      | 3     |
| 6                  | Nouvelle-Zélande   | 1  | 1      | 0      | 2     |
| 7                  | Grande-Bretagne    | 1  | 0      | 2      | 3     |
| 8                  | Corée du Sud       | 1  | 0      | 0      | 1     |
| 8                  | Suède              | 1  | 0      | 0      | 1     |
| 9                  | Suisse             | 0  | 2      | 0      | 2     |
| 10                 | Autriche           | 0  | 1      | 0      | 1     |
| 10                 | France             | 0  | 1      | 0      | 1     |
| 10                 | Islande            | 0  | 1      | 0      | 1     |
| 13                 | Chine              | 0  | 0      | 2      | 2     |
| 14                 | Finlande           | 0  | 0      | 1      | 1     |
| Total (14 nations) | Total (14 nations) | 14 | 14     | 14     | 42    |